# Ферма 1 (Кентубекский сельский округ)
Ферма 1 (каз. 1-ферма) — населённый пункт в Майском районе Павлодарской области Казахстана. Входит в состав Кентубекского сельского округа. Код КАТО — 555639200.

## Население
В 1999 году население населённого пункта составляло 179 человек (92 мужчины и 87 женщин). По данным переписи 2009 года, в населённом пункте проживало 48 человек (23 мужчины и 25 женщин).